# Potentilla madrensis
Potentilla madrensis är en rosväxtart som beskrevs av Joseph Nelson Rose. Potentilla madrensis ingår i Fingerörtssläktet som ingår i familjen rosväxter. Inga underarter finns listade i Catalogue of Life.